# Plumigorgia terminosclera
Plumigorgia terminosclera är en korallart som beskrevs av Philip Alderslade 1986. Plumigorgia terminosclera ingår i släktet Plumigorgia och familjen Ifalukellidae. Inga underarter finns listade i Catalogue of Life.